# Boudica

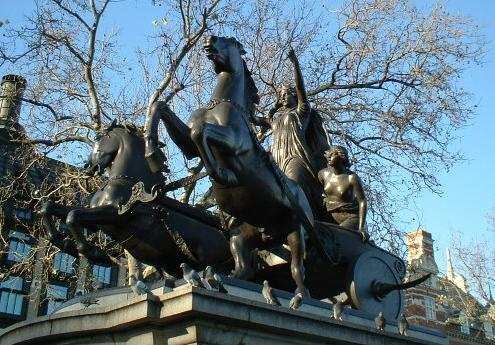
Standbeeld van Boudicca op Westminster pier naar een ontwerp van Thomas Thornycroft (1815-1885)

Boudica (overwinning in het Keltisch, ook Boadicea of Boudicca, † 61) was een Keltische koningin van de Iceni die vooral bekend is geworden als leidster van de opstand tegen de Romeinen in het jaar 61. Wat over haar bekend is komt uit teksten van Cassius Dio en Tacitus.

## Keltische samenleving
In de Keltische samenleving konden vrouwen eigen bezit hebben, zelf over huwelijk of scheiding beslissen en zelfs samen met hun man (of alleen) ten strijde gaan. Cartimandua was tijdens de verovering van Groot-Brittannië de zelfstandig regerende koningin van de Brigantes. Cartimandua en Boudica zijn de enige vrouwelijke heersers die we kennen.

## Echtgenote van Prasutagus
De Iceni waren een Britse stam die in het huidige East Anglia (Groot-Brittannië) leefden. In de tweede helft van de eerste eeuw werden ze geleid door Prasutagus die een bondgenootschap met Rome had gesloten nadat de vier Romeinse legioenen van keizer Claudius I in 43 met de invasie van Britannia begonnen waren. Resultaat was dat Prasutagus koning van zijn volk bleef maar wel ondergeschikt werd aan de Romeinen. Boudica was zijn echtgenote en samen hadden ze twee minderjarige dochters.

### Beschrijving
Er is heel weinig over Boudica zelf bekend. Tijdens de opstand had ze minderjarige dochters, wat iets over haar leeftijd kan zeggen. Ze kwam pas in opstand na een schandalige behandeling door de Romeinen. Haar leger was nietsontziend: alle gevangenen werden gedood uit wraak voor wat de Britten was aangedaan.
Volgens de Romeinse schrijver Cassius Dio was Boudica lang, haar verschijning indrukwekkend, de blik in haar ogen woest en haar stem ruw. Ze had lang blond haar tot aan haar heupen en om haar hals droeg ze een halsketting. Ze ging gekleed in een tuniek van verschillende kleuren met daaroverheen een dikke mantel, die met een fibula (mantelspeld) was vastgezet.

### Erfenis en mishandeling
In 60 of 61 overleed Prasutagus zonder mannelijke erfgenaam. In zijn testament liet hij 2/3 deel van zijn bezittingen na aan Nero, de keizer van Rome. Hij liet echter 1/3 deel van zijn bezittingen na aan zijn twee jonge dochters en dat was volgens de Romeinse wet verboden. Volgens de Romeinen verviel bij de dood van een vazalkoning al zijn bezit aan de keizer. De Romeinen reageerden buitensporig. Onmiddellijk na de dood van Prasutagus ging Decianus Catus met zijn manschappen naar het paleis van de Iceni om een inventaris op te maken en alle eigendommen van Prasutagus werden opgeëist. Iceense edelen werd hun land ontnomen en hun huizen werden verwoest. Ook Prasutagus' echtgenote Boudicca en hun dochters bleven niet gespaard. Nadat haar protest onwettig was verklaard, werd Boudicca in het openbaar, dus voor de ogen van haar onderdanen, met een zweep afgeranseld. Haar dochters werden, om hun opstandig gedrag tegen de Romeinse overheersing, verkracht door Romeinse soldaten.

## Opstand

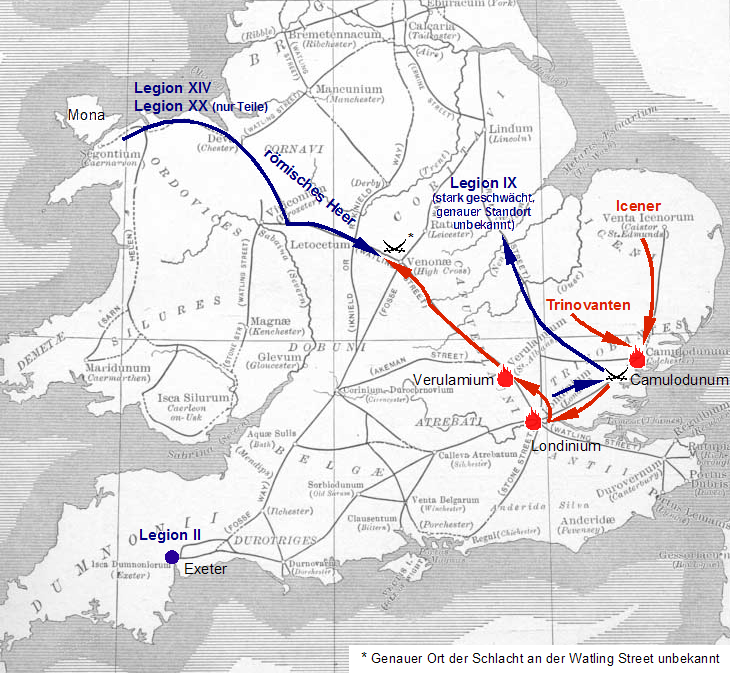
Kaart van de opstand

Wegens de wreedheden en vrezend dat daar geen einde aan zou komen besloot Boudicca in opstand te komen. Tegen die tijd waren er al enkele kleine opstanden van Britse stammen tegen de Romeinen. Al gauw ontstond er daarom een coalitie tussen Iceni en andere stammen zoals de Trinovantes. Ook Bataven behaalden roem tijdens Boudica's opstand. Zij streden tegen haar als soldaten in het Romeinse leger. Geheel Zuidoost-Brittannië zou achter haar zijn gaan staan zodat ze een leger van 100.000 mannen kon verzamelen.

### Verwoesting van Camulodunum
Hoewel de werkelijkheid minder spectaculair geweest zal zijn, was de opstand in eerste instantie succesvol voor de Iceni. Op een meedogenloze veldtocht werd eerst Camulodunum (het huidige Colchester) verwoest, omdat er geen Romeins legioen in de buurt was. Camulodunum werd bewoond door veteranen van de legioenen. Procurator Decianus Catus had slechts 200 man te hulp gestuurd. Daarna trokken ze op naar Londinium (het huidige Londen).
Het negende legioen (ongeveer 5000 man) onder leiding van Quintus Petillius Cerialis werd volgens Tacitus bijna volledig uitgemoord, alleen de bevelhebber en wat ruiters konden vluchten, waarop  Decianus Catus,  de facto de regent van Britannia, vanuit Londen naar het vasteland vluchtte.

### Verwoesting van Londinium en Verulamium
De gouverneur van Britannia, Suetonius Paulinus, was bezig rebellen op te sporen aan de westkust toen hij het nieuws van de opstand vernam. Hij trok onmiddellijk met het 14e en 20e legioen naar het zuiden, richting Londinium (Londen). Hij arriveerde voordat Boudicca's leger daar aankwam, maar besloot om tactische redenen – zijn leger was veel kleiner dan dat van Boudicca  – het gevecht niet aan te gaan en Londen op te geven. Londen onderging daardoor het gruwelijke lot door de Iceni te worden ingenomen. De stad werd verwoest en een groot deel van de bevolking werd vermoord. Het zou de enige keer in de geschiedenis worden dat Londen volledig verwoest en geplunderd werd.
Hetzelfde lot onderging Verulamium (St. Albans).

### Overwinning door de Romeinen
Suetonius besloot ten slotte strijd te leveren op een heuvel, waarbij hij in de rug gedekt werd door een dicht woud. De locatie is onbekend, maar het kan in de huidige West Midlands geweest zijn. De Romeinen – zeker niet meer dan 10.000 in aantal – kwamen in de Slag tussen Boudica en Paulinus tegenover een typisch Britse strijdmacht te staan, volgens Romeinse teksten 200.000 man sterk: de soldaten hadden zich blauw geschilderd en droegen de Britse tartans. Veel strijders vochten naakt, zoals de traditie was. Met veel tromgeluid en geschreeuw werden de Romeinse soldaten uitgedaagd. Boudica schijnt tegen die tijd echter al vermoeid en gewond te zijn geweest.
De Iceni, veruit in de meerderheid en zeker van een overwinning op de Romeinen, hadden familie en vrienden uitgenodigd om hun overwinning te aanschouwen. Ondanks het tentoonspreiden van hun bravoure, hun aantal en het vertrouwen in de overwinning bleken de Iceni en hun bondgenoten niet opgewassen tegen Suetonius. Vooral op tactisch gebied waren de Romeinen superieur. Boudica werd verslagen en pleegde volgens Tacitus zelfmoord door vergif in te nemen. Zeker is dat echter niet, want Cassius Dio vermeldt dat ze door ziekte is gestorven.
De Romeinen versloegen het Iceni-leger, maar een groot deel van de Britten wist te ontkomen. Familie en vrienden van de Britse strijders werden ook gedood. De Iceni moesten zwaar boeten voor hun rebellie: velen verloren hun leven en hun land werd grondig verwoest. De opstand hield op. De overheersing van de Romeinen in het zuiden van Groot-Brittannië was onontkoombaar.

## Herinnering
In de Middeleeuwen werd Boudica volledig vergeten. Men kwam weer van haar opstand te weten toen in de vroege Renaissance de teksten van Tacitus in een klooster werden teruggevonden.
In de tijd van Elizabeth I (1558-1603) was het verhaal over Boudica's opstand zeer populair. Het werd dan ook meerdere keren in de 17e en 18e eeuw bewerkt.
Echt populair werd het tijdens de regering van koningin Victoria (1837-1901). Toen maakte Thomas Thornycroft een ontwerp voor een groot standbeeld van Boudica in haar strijdwagen, voortgetrokken door twee paarden. Het beeld werd in 1902 gegoten en staat nu naast de Theems vlak bij Westminster Bridge.

## Sage
Nog steeds bestaat de sage dat Boudica begraven ligt onder perron 8, 9 of 10 van het Londense station King's Cross.